# 제일런 배런
제일런 배런(Jaylen Barron, 1997년 8월 31일 ~ )은 미국의 배우이다.

## 출연 작품

### 텔레비전
- 셰임리스 (2016) - 도미니크 윈슬로 역
- 블랙 프린스 (2017-19) - 조이 필립스 역
- 트웰브 포에버 (2019) - 에스더 역 (목소리)
- 블라인드스포팅 (2021-) - 트리시 역